# Vilamartín de Valdeorras
Vilamartín de Valdeorras est une commune de la province d'Ourense en Espagne située dans la communauté autonome de Galice.
La commune est située sur le Camino de Invierno, un des chemins secondaires du pèlerinage de Saint-Jacques-de-Compostelle qui commence à Ponferrada. Une albergue municipale est disponible pour les pèlerins (réservation conseillée).